# Dorfkirche Casekow

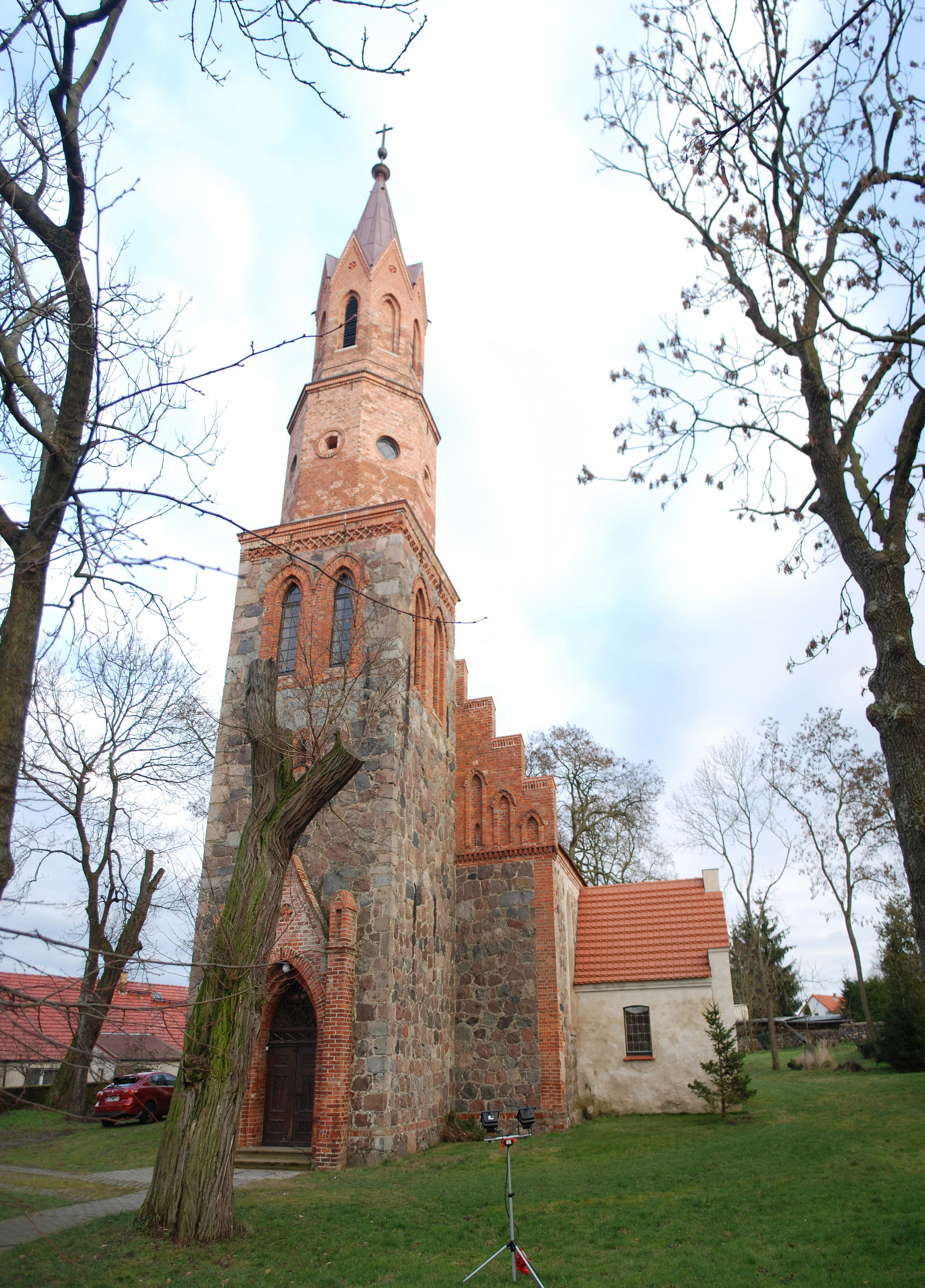
Dorfkirche Casekow

Die evangelische, denkmalgeschützte Dorfkirche Casekow steht in Casekow, einer Gemeinde im Landkreis Uckermark in Brandenburg. Sie gehört zur Kirchengemeinde Blumberg in der Propstei Pasewalk der Evangelisch-Lutherischen Kirche in Norddeutschland.

## Beschreibung
In der zweiten Hälfte des 13. Jahrhunderts wurde das Langhaus aus Feldsteinen gebaut. Der Kirchturm wurde 1855 mit zwei Untergeschossen aus Feldstein und zwei achteckigen Geschossen aus Backstein errichtet. In diesem Zug wurde die Saalkirche umgebaut, und die Wand zum Langhaus erhielt einen Stufengiebel, ebenfalls aus Backsteinen. Nach den Zerstörungen des Zweiten Weltkriegs musste das Bauwerk teilweise erneuert werden.
Die Kirchenausstattung ist einheitlich um 1720 entstanden, der Kanzelaltar 1721, der mit Akanthusornamenten verziert ist. An der Brüstung der Kanzel befinden sich Gemälde, die das Abendmahl, die Kreuzigung und die Auferstehung zeigen. Der Schalldeckel ist mit einer Skulptur des Auferstandenen bekrönt. An der Brüstung der Empore sind die zwölf Apostel dargestellt.

## Orgel

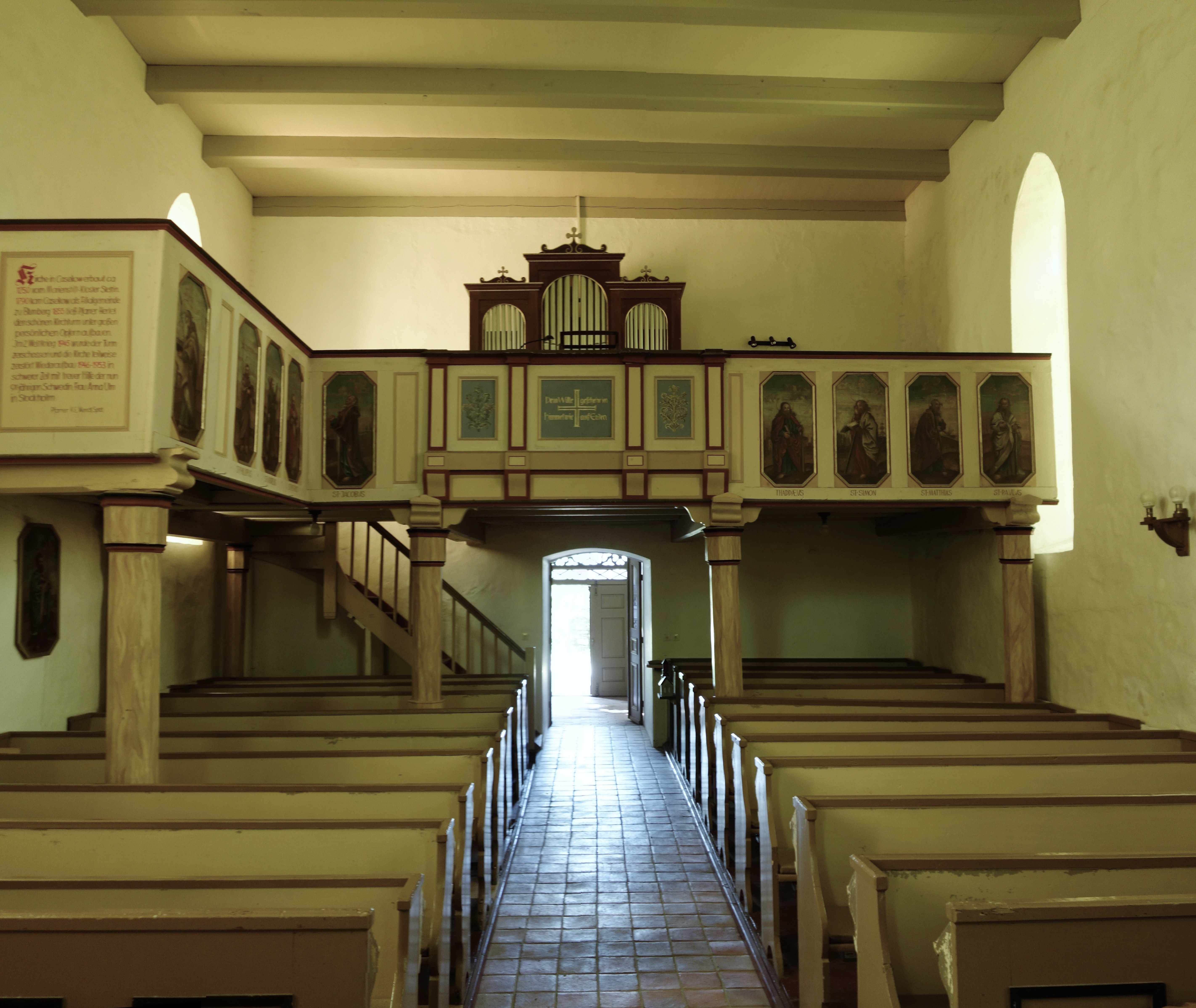
Blick zur Orgelempore

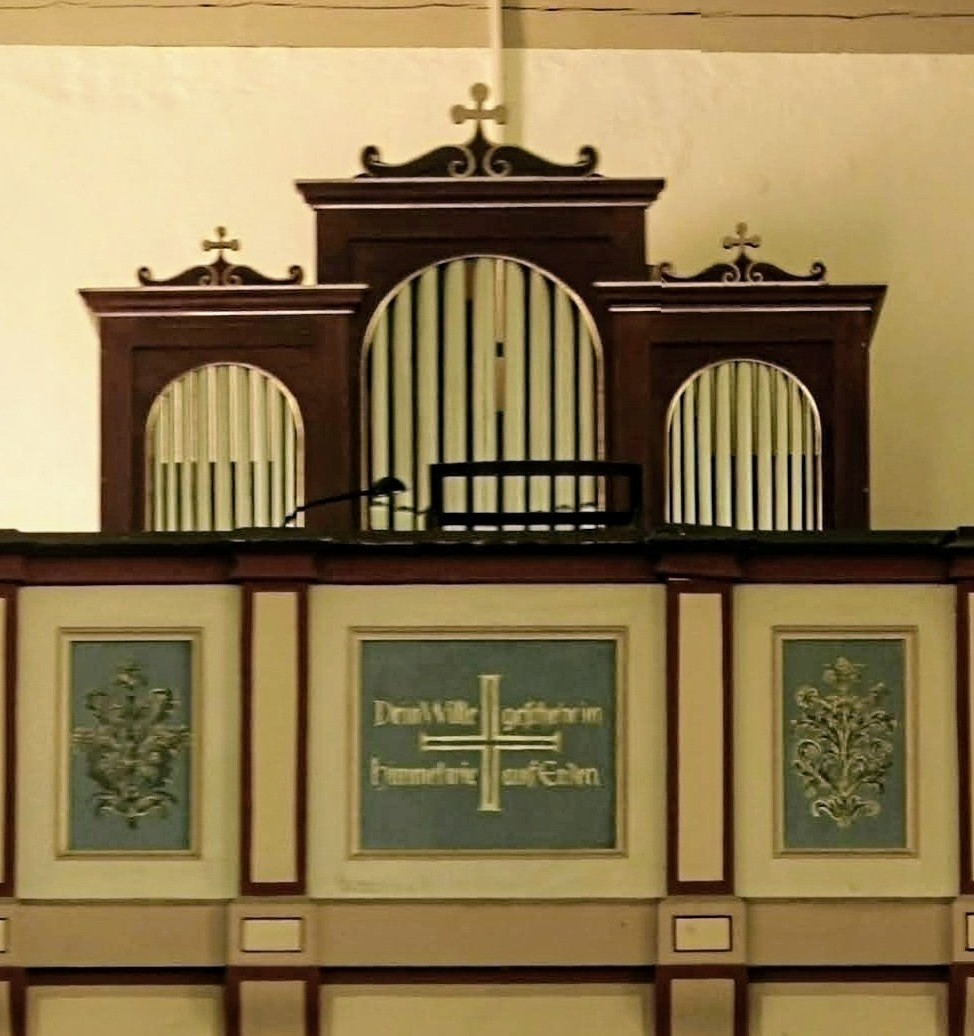
Prospekt der Schefold-Reiser-Orgel

1873 erhielt die Kirche eine Orgel von Barnim Grüneberg aus Stettin (Opus 148). 1917 mussten die Prospektpfeifen als Metallspende abgegeben werden. 1945 wurde das gesamte Pfeifenwerk aus Metall gestohlen. 2011 wurde in der Kirche eine Orgel aus Granheim bei Ehingen (Donau) aufgestellt. Diese wurde 1824 von Clemens Schefold aus Ehingen erbaut und 1906 und 1919 von Albert Reiser aus Biberach an der Riß umdisponiert und auf Pneumatik umgestellt. Granheim bekam nach der Abgabe seiner Orgel 2011 ein neues Instrument des Orgelbauers Eduard Wiedenmann. Die alte Granheimer Orgel wurde durch Andreas Schmidt vom Orgelarchiv Schmidt nach Casekow vermittelt und dort durch Orgelbau Andreas Weber aus Bollschweil aufgestellt. Die Disposition lautet:
| I Manual C–f3 |                 |    |
| 1.            | Geigenprincipal | 8′ |
| 2.            | Gedeckt         | 8′ |
| 3.            | Salicional      | 8′ |
| 4.            | Octav           | 4′ |

| Pedal C–d1 |         |     |
| 5.         | Subbass | 16′ |

- Koppeln: I/P, Ober- und Unteroctavkoppel
- Spielhilfe: Tutti
- Traktur: pneumatische Kegelladen